# Leptopodoidea
Leptopodoidea är en överfamilj av insekter. Leptopodoidea ingår i ordningen halvvingar, klassen egentliga insekter, fylumet leddjur och riket djur. Enligt Catalogue of Life omfattar överfamiljen Leptopodoidea 83 arter. 
Kladogram enligt Catalogue of Life:
| Leptopodoidea | \| \| Leptopodidae \| \| \| \| \| \| strandskinnbaggar \| \| \| \| |
|               | \| \| Leptopodidae \| \| \| \| \| \| strandskinnbaggar \| \| \| \| |
|               | Leptopodidae                                                       |
|               |                                                                    |
|               | strandskinnbaggar                                                  |
|               |                                                                    |